# 伊斯兰教与亵渎

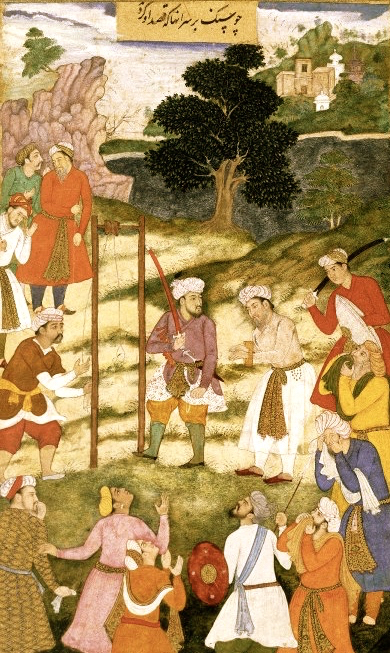
于922年因策划政治阴谋及亵渎伊斯兰教而在巴格达遭到处决的苏非派人士曼苏尔·哈拉智

在伊斯兰教的观点中，亵渎是指针对神的不恭言论或行为，或者嘲笑、诽谤伊斯兰教的宗教属性或否定该教的基本信仰等，例如否定《古兰经》是神的启示、否认穆罕默德具有先知能力、侮辱天使或认为神有儿子等。
学界大多认为《古兰经》主张亵渎伊斯兰教的人必将在后世遭受屈辱，但也有部分学者提出反对。对于另一部伊斯兰教法圣训的解释也存在类似争论：一些人认为圣训规定亵渎伊斯兰教者可以被判处死刑，而另一些人认为死刑只适用于叛国的情况，特别是战争时期。不同教法学派之间在处罚方式方面也存在分歧，例如对不同性别甚至不同教派的人的处罚应该有何差异。
因为亵渎而被判处死刑的案例在前现代时期的伊斯兰社会中较为少见，现代各伊斯兰国家的法律中对亵渎的规定也各有差异，一些国家的处罚方式包括罚款、监禁、鞭刑、绞刑以及斩首等。
部分国家或激进组织利用亵渎罪名来彰显自身的正统性或者博取支持，同时打压自由派知识分子或少数派，而另一些国家则提倡言论自由。如今，许多与亵渎伊斯兰教有关的事件已经开始受到国际关注。

## 伊斯兰教经文
伊斯兰教的文献显示亵渎有多种形式，这些文献中也存在许多用于描述亵渎行为的相关词汇，例如sabb（侮辱）、shatm（滥用、诽谤）、takdhib或tajdif（否定）、iftira（混淆）、la`n 或la'ana（诅咒）、ta`n（指控、污名化）等。此外，“亵渎”一词有时还会与kufr（拒绝者）、fisq（堕落）、isa'ah（侮辱）、ridda（判教）等词汇出现重叠。

### 古兰经
《古兰经》中的许多诗句被认为是在描述亵渎，因为这些诗句似乎是神明对亵渎者的劝诫。一些诗句被认为是《古兰经》不要求对亵渎者作出处罚的证据，相反，也有些诗句被认为是要求处罚的证据。
《古兰经》中唯一直接提到“亵渎”（sabb）的诗句出现于《牲畜章》，这段诗句呼吁穆斯林不要亵渎其他宗教的神明，以免其他宗教的人通过亵渎伊斯兰真主的方式报复
《宴席章》中的一段诗句规定对于那些“挑起针对安拉和他的信使的战争的人”应该处以监禁、肢解或死刑。虽然这段诗句没有明确提到“亵渎”，但一些学者认为者仍可看作是《古兰经》要求惩罚亵渎者的证据，但其他学者认为这段诗句说的是侵犯他人生命或财产的人。
《同盟军章》也被一些学者用来证明《古兰经》要求对亵渎者作出处罚，但另一些人认为，这一章节中的规定只在穆罕默德在世时使用过，此后没有再出现使用事例。
其他诗句虽然没有提到对亵渎者的处罚，但规定了穆斯林不应与那些嘲笑伊斯兰教的人“坐在一起”，惟这只是对见证亵渎而不是实施亵渎的人的劝诫。
有学者指出《古兰经》虽然存在有人贬低或嘲笑穆罕默德的记载，但没有进一步说明如何处罚这些人，而是要求穆罕默德将这些人交给神明，暗示《古兰经》主张的是后世惩罚。

### 圣训
一些圣训记载穆罕默德曾对多名敌人下过处决令，典型例子为Ka'b ibn al-Ashraf和Abu Rafi'，前者曾在巴德尔之役结束后鼓动古莱什反对穆罕默德和报复穆斯林，后者则曾在塹壕之戰前鼓动群众反对穆罕默德。伊斯兰的法律体系中含有多种包括死刑在内的惩罚措施，立法者也往往宣称这些措施来自于圣训的条文。
但另一方面，一些人指出穆罕默德曾经主张过不要杀死贬低、侮辱他的人，他们给出的理据是圣训记载穆罕默德在听说一名怀有身孕的奴隶因侮辱自己而被其奴隶主杀死后对奴隶主说：“你难道不知道她的血没有用吗？”但大部分圣训学者认为这句话的意思是不用为杀死这名妇女作出补偿。

## 伊斯兰教法律

### 传统法律体系
伊斯兰教的法律体系对于亵渎行为有多种不同的处罚方式，且往往随学派不同而不同：
- 哈乃斐派认为亵渎相当于叛教，亵渎者需要作出与叛教相类似的忏悔。对于拒绝忏悔者，则会根据他们的身份作出相应处罚：男性将遭到处决，女性则会面临强制监禁，直到愿意忏悔才能获释[25]。该学派的创始人阿布·哈尼法认为，不应处决其他宗教的亵渎者处以死刑[26]，相应的，一些文献提出教外人士应该酌情处理，必要时可以逮捕或实施鞭刑[27][28]。
- 马立克派认为亵渎与叛教不同，但比叛教更严重。在该学派的法律体系中，男性亵渎者只能接受死刑，女性可以忏悔，否则将被监禁[29][30]。非穆斯林人士也必须接受惩罚，但可以通过改信伊斯兰教来免除[31]。
- 罕百里派认为亵渎与叛教不同，但比叛教更严重，亵渎者无论男女都必须执行死刑[32][33]
- 沙斐仪派认为亵渎与叛教不同，且犯下两种行为的人所需进行的忏悔也不同，拒绝忏悔者将会受到处决[2][34]。
- 扎希丽派认为侮辱真主或先知属于叛教[35]。
- 賈法里派的法律规定，如果亵渎伊斯兰教、先知穆罕默德或任何其他伊玛目的人是穆斯林，则必须接受死刑[36]。若亵渎者不是穆斯林，则给予其转向伊斯兰教的机会，拒绝者也会被判处死刑[37]。

一些伊斯兰法学家指出，《布哈里聖訓》的布哈里聖訓實錄, 3:45:687和布哈里聖訓實錄, 5:59:369章节 含有对亵渎者执行死刑的例子，且其中部分人虽然宣称自己并未叛教，但仍被以“亵渎”伊斯兰教为名处决。一些现代穆斯林学者认为伊斯兰教支持亵渎法，并且以前的法学家也已将亵渎罪引入教法。
著名法学家、穆罕默德的同伴阿卜杜勒·阿拉·伊本·阿巴斯曾说过应该给予亵渎伊斯兰教的穆斯林一次忏悔的机会，若其拒绝则应将其杀死；而对于非穆斯林来说，他们是在协议之下受伊斯兰保护，做出亵渎行为意味着打破了协议，所以也应该被杀死。这段话语经常被法学界引用，以证实伊斯兰教法主张应该对亵渎者处以死刑。
除上述法律外，伊斯兰教的刑事法及酌情定刑法中也都有针对对亵渎行为的相关规定。

### 与叛教的关系

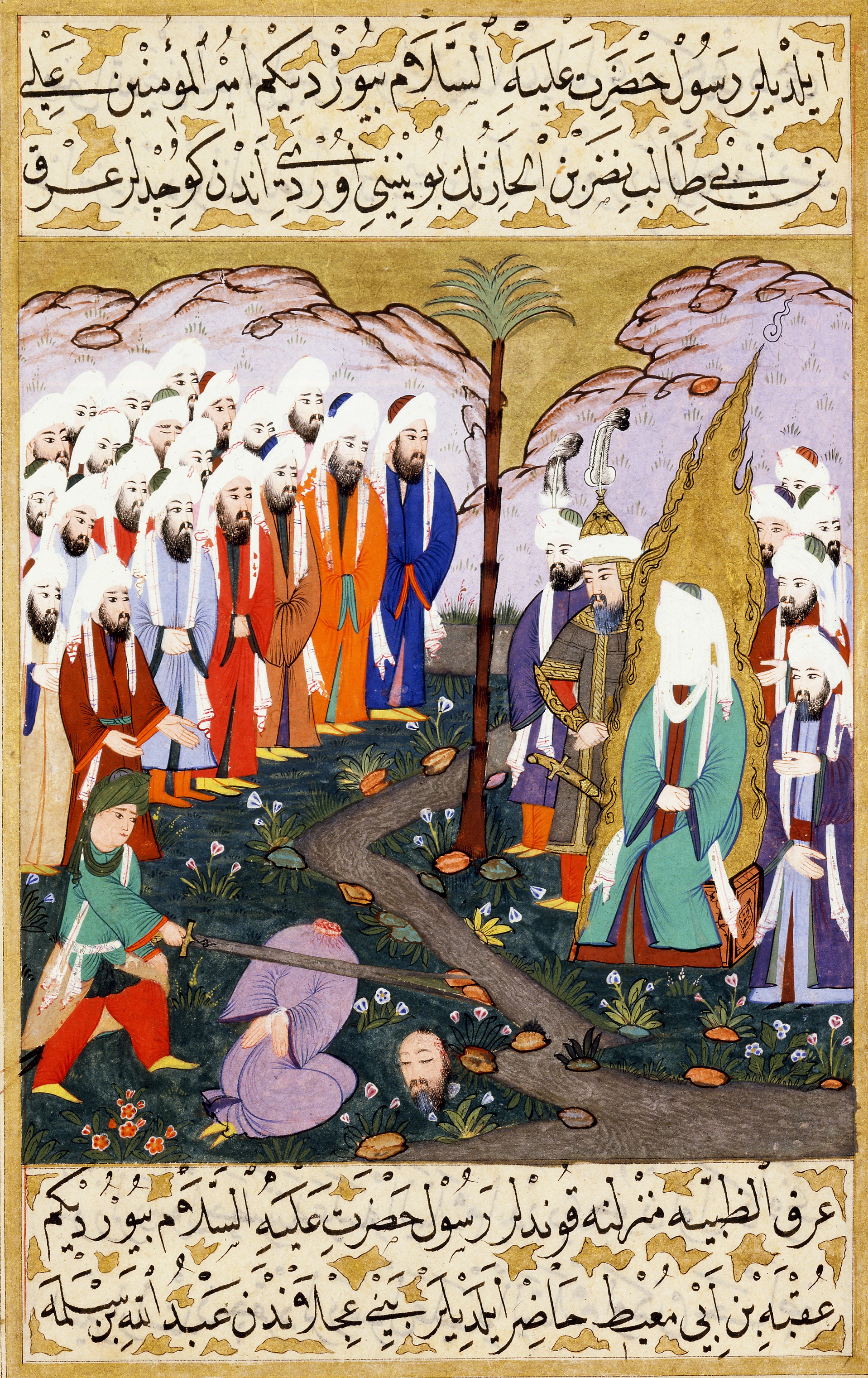
《西耶里·内比》中的一幅油画，描述了阿里·本·阿比·塔利卜在穆罕默德和同伴的见证下将奈德尔 ·本· 阿尔哈里夫斩首的场景

由于伊斯兰教认为亵渎包括对基本教义的否定，故亵渎在历史上曾被视为否定整个宗教，从而可以被认定为判教。一些法学家认为，实施亵渎行为的人可以视为自动脱离伊斯兰教。亵渎伊斯兰教的穆斯林可能先被判处亵渎罪，再被认定为判教，也可能直接被认定为判教。
另一方面，由于非穆斯林也可能作出亵渎行为，所以也并非所有亵渎都被视为判教。

### 现代各国法律

局部约束
罚款及约束
监禁
死刑

对于亵渎伊斯兰教的人的处罚随法律体系的不同而不同，有些体系的处罚可能会非常严重。亵渎者可能会丧失所有法定权利，导致以前的婚姻关系、从事过的宗教活动或所拥有的财产（包括继承所得）都可能失去法律效力。一些学派允许通过忏悔来重新获得除婚姻权利之外的所有其他权利，而婚姻权利只能通过重新婚配来获得。一般女性穆斯林都拥有忏悔的机会，所面临的处罚也通常比男性更轻。大部分穆斯林多数国家都设立有不同形式的亵渎法，部分国家的法律还曾被拿来与英国、德国、芬兰等欧洲国家的法律作比较。
在阿富汗、伊朗、巴基斯坦、沙特阿拉伯等国的法律体系中，亵渎者有可能被判处死刑。巴基斯坦自20世纪80年代至今已有超过1000人因为亵渎而被定罪，但目前尚未出现死刑判例。

## 历史

### 早期及中世纪
根据相关记载，多神教徒奈德尔·本·阿尔哈里夫曾对着阿拉伯人公开攻击穆罕默德，导致其于巴德尔之役后遭到逮捕，并被穆罕默德命令阿里·本·阿比·塔利卜处决。
一些圣训的记载表明，穆罕默德曾对多名敌人下过处决令。基于此，一些早期法学家认为诋毁穆罕默德的人太过恶劣，以至于连忏悔的机会都不配拥有，反而应该立即接受处决。
律师萨达卡特·卡德里认为伊斯兰处罚亵渎者的判例“难以找到且出现频率不高”。他并列举了一名基督教徒因公开辱骂穆罕默德而被逮捕的案件，然而负责审理该案的法官伊本·泰米葉一直被认为过于严苛，其作出的判决也引起抗议，最终基督教徒于1293年被无罪释放。

### 20与21世纪

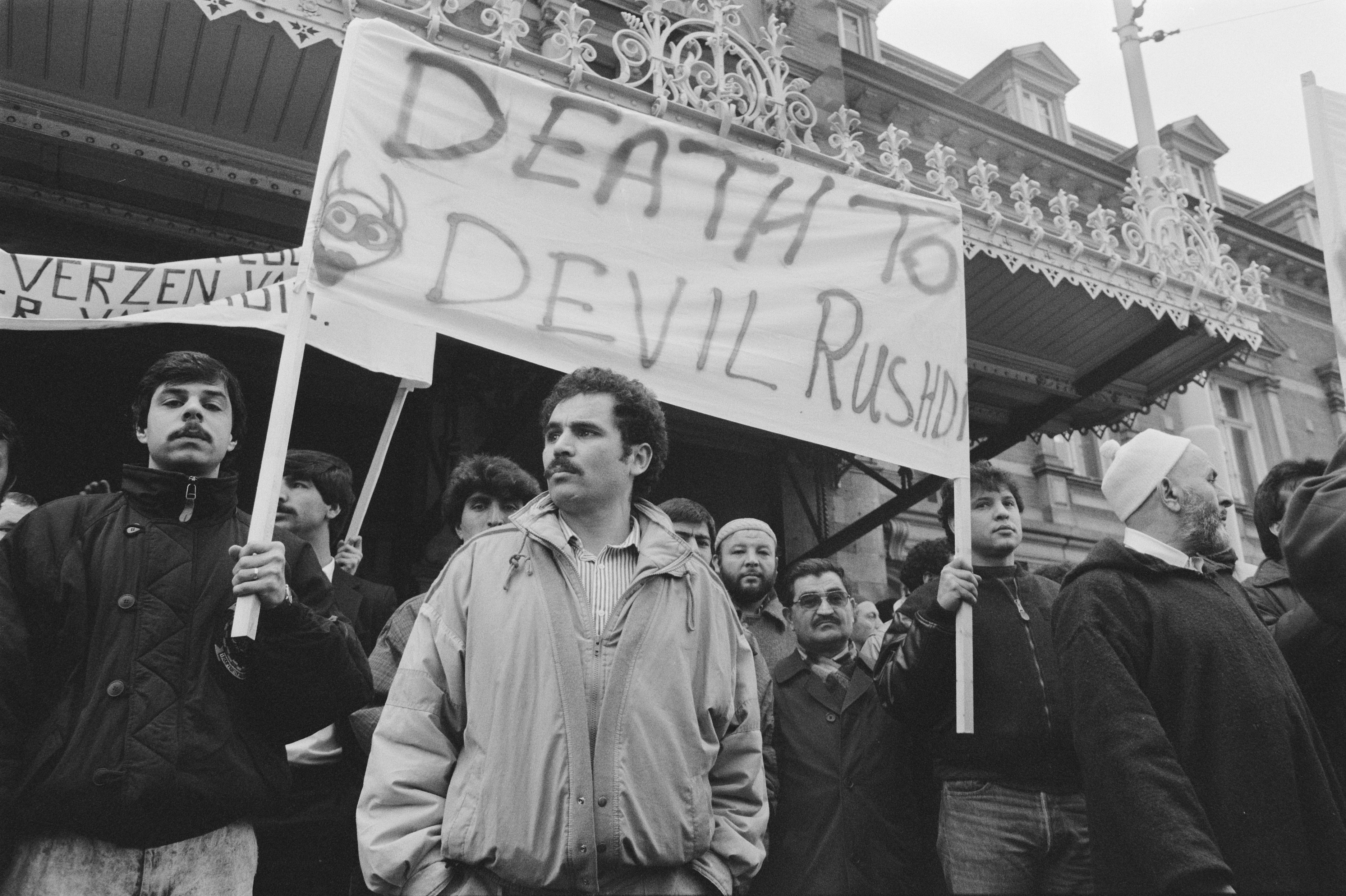
1989年于荷兰海牙爆发的针对《撒旦诗篇》的示威活动

20世纪末至21世纪初，伊斯蘭復興主义者开始宣称对亵渎行为的处罚是为了确保社区的凝聚。1980年代，巴基斯坦设立了严格的亵渎法，此后的1987年至2014年间，超过1300人因亵渎行为遭到起诉，而大部分被起诉的人都是亵渎古兰经的非穆斯林，其中超过50人在审判结果公布之前遭到谋杀，包括前旁遮普省省长薩爾曼·塔西爾、 少数民族部长沙赫巴兹·巴蒂在内的一些反对亵渎法的著名人物。
截至2011年，所有穆斯林多数国家都针对亵渎行为设立了法律，相反，超过125个其他宗教国家没有任何与亵渎有关的法律。在伊斯兰国家中，上千人因为亵渎行为被捕。部分伊斯兰国家认为亵渎穆罕默德完全不可接受，于2012年9月向联合国提出在全球推行亵渎法；同时已在推动全球性亵渎法方面努力多年的伊斯兰合作组织也再次作出类似尝试，其下属的人权委员会另呼吁针对通过媒体或社交媒体散播煽动性内容的行为立法，但许多非穆斯林国家认为部分伊斯兰国家有滥用亵渎法的嫌疑，纷纷对该提议提出异议。
另外，穆斯林国家对穆罕默德的描述以及在其他国家的宗教渗透也在非穆斯林国家间激起争议。1988年，英国作家薩爾曼·魯西迪创作了《撒旦诗篇》一书，书名直指撒旦在古兰经中加入的诗文直到安拉发现后才被穆罕默德移除的传说。该书出版后的第二年，伊斯兰国家向鲁西迪下达了全球追杀令，数名翻译这本书的人遭到谋杀。英国国内许多鲁西迪的支持者和出版商呼吁政府保障公民不受限制的言论自由以及废除亵渎法，作家理查德·韦伯斯特也在他的著作《亵渎简史》中呼吁确保会冒犯少数民族的作品的出版自由。

### 涉及亵渎的个人案例

#### 法拉格·福达遇刺案

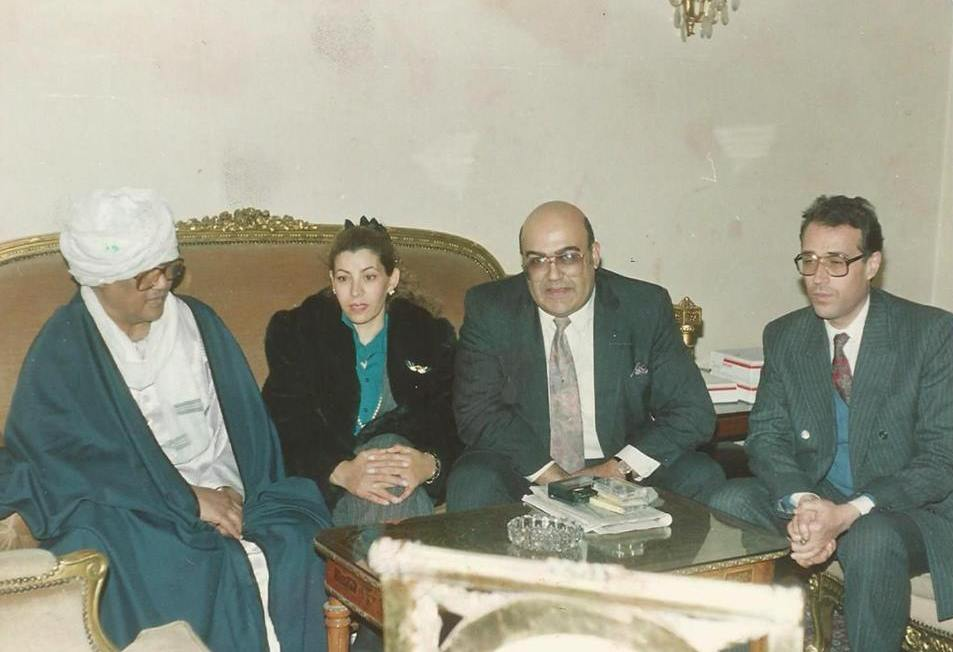
法拉格·福达（右二）

法拉格·福达（1946 – 1992-06-09）是一名埃及教授、作家、专栏作者及人权活动人士，他曾被艾資哈爾大學的学者指控亵渎伊斯兰教，最终在1992年6月9日被人刺杀，其作品亦于同年12月被封禁。伊斯兰组织宣布对他的刺杀负责，表示杀死他是因为他是一个试图煽动国内宗教分裂，且拥护埃及现行法律而非伊斯兰教法的判教者，并称在福达遇刺之前，艾資哈爾大學就已经对他下达过追杀令。

#### 阿里福·拉曼案
阿里福·拉曼案发生于2007年9月，拉曼是孟加拉国的一名漫画家，他在一幅画作中描绘了一个抱着猫的男孩与一名年龄更大的男子对话的场景：男子询问小男孩的名字时，小男孩回答“Babu”，男子遂责怪他在说出自己名字之前没有先说出穆罕默德的名字，随后又问小男孩他的猫叫什么名字，小男孩便回答“穆罕默德猫”。这幅画在孟加拉国的黎明日报上发布后，伊斯兰组织表示不满，指控该画作亵渎穆罕默德，其后在各地发起焚毁活动，同时要求处决拉曼。虽然孟加拉国并不存在亵渎法，但拉曼仍然遭到警方羁押，其作品的抄印版本也遭到没收。

#### 苏丹泰迪熊事件
2007年11月，英国教师吉莉安.吉本斯在苏丹教授穆斯林与基督教学生时，允许一名6岁学生以穆罕默德命名一只泰迪熊，被以侮辱先知罪名起诉，多名伊玛目在主麻日活动上对吉本斯发出谴责，随后上千人在喀土穆街头发起抗议，要求处决吉本斯。苏丹政府回应称吉本斯并非有意冒犯，引起其他国家的穆斯林组织强烈不满。吉本斯后来被送至英国驻喀土穆大使馆，并在两名隶属于英國上議院的穆斯林会见苏丹总统奥马尔·巴希尔后返回英国。

#### Asia Bibi案
2009年6月，巴基斯坦基督教妇女（约 1971—）与一群穆斯林妇女发生口角，被对方指控侮辱伊斯蘭教的先知，Asia Bibi对此作出否认，但还是遭到了拘捕及关押，并于次年11月被一名謝胡布爾法官判处绞刑，如果执行，她将成为巴基斯坦历史上第一名因亵渎罪而被判处死刑的女性，惟该判决系由地区法院作出，需要更高级法院支持才能生效。
该案的判决公布后，立即引发了国际关注。多个组织发起请愿，其中一份请愿书的签名数量达到400,000，教宗本笃十六世也对判决作出谴责。巴基斯坦政治学家拉苏尔·巴克什·赖斯以及一名牧师公开表示支持Asia Bibi，部分天主教团体和穆斯林自由主义者也对此表示不安。
但Asia Bibi的邻居和巴基斯坦的穆斯林领导人则抱持相反态度，部分人更强烈要求执行死刑。基督教少数民族部长沙赫巴兹·巴蒂以及穆斯林政治人物薩爾曼·塔西爾在为Asia Bibi发声后相继遭到刺杀，其中巴蒂是巴基斯坦当时唯一一位基督教内阁成员，他曾表示要“尽一切可能维护正义以及保护她的安全”。巴蒂于2010年6月收到第一条死亡威胁，对方宣称若他持续挑战亵渎法就会将他斩首。他在向记者作出的回应中称会“继续秉承正义原则以及持续作出努力。2011年3月2日，巴蒂在其伊斯兰堡的住所附近被枪杀。而薩爾曼·塔西爾则是被其保镖所杀，事件发生后，上百名神职人员表示支持这名保镖，并呼吁抵制塔西尔的葬礼。但巴基斯坦政府随后还是宣布进入三天的悼念期，塔西尔的葬礼也有数千人出席。实施刺杀的保镖的支持者则试图阻止警察将他带入法庭，部分人并向他抛撒玫瑰花。10月，这名保镖因谋杀罪成立而被判处死刑。部分人士对巴蒂和塔西尔的刺杀表示担忧，认为这可能导致将来其他政治人物不再敢于站出来反对亵渎法。
Asia Bibi的家人也在事发后收到数次死亡威胁，目前已经选择隐居。

#### 纳乌特案
2014年，埃及前议会候选人、作家、诗人纳乌特在Facebook账号上对伊斯兰古尔邦节中的动物屠杀现象提出批评，随即遭到法庭以亵渎伊斯兰教为由起诉。2016年1月26日，纳乌特被以蔑视宗教罪判处3年监禁立即执行。

#### 法尔昆达·马利克扎达命案
2015年3月19日，大量人群在阿富汗的喀布尔对27岁妇女法尔昆达·马利克扎达实施殴打，最终致其死亡，起因为马利克扎达先前在一个清真寺门前与一名穆斯林教师争吵过程中，被对方指称曾烧毁过古兰经。多名官员在Facebook上表示支持谋杀者。但警方后来经调查发现马利克扎达并未烧毁过任何东西，阿富汗的舆论风向亦开始转变，最终49人遭到逮捕，其中3人获刑20年，8人获刑16年，少数获刑10年，另有11名警员因未给予受害者任何保护而被判入狱1年。此次事件引发各地民众抗议，阿富汗国内的妇女权利状况也再次受到广泛关注。

#### 艾哈迈德·沙马里案
艾哈迈德·沙马里是一名沙特阿拉伯哈費爾巴廷居民，他因在社交媒体上宣称放弃伊斯兰教及对穆罕默德的信仰而遭到法庭以无神论及亵渎罪名起诉，其后在2015年2月被判处死刑。

#### 马沙尔·汗之死
马沙尔·汗是一名来自阿卜杜勒·瓦利·汗大学马尔丹学院的学生，其因在网上发表亵渎伊斯兰教言论，于2017年4月于学校的一栋建筑内被人群围殴致死。

#### 锺万学事件
2017年，时任印度尼西亚雅加达特区首长锺万学被指在千岛县进行演讲时亵渎《古兰经》，其反对者向警方汇报后，锺万学遭到逮捕，最终雅加达特区法院裁定他亵渎罪名成立，并判处他两年监禁，其特区首长的位置由副首长查罗特·赛夫·希达亚特代理。

### 国际争议事件

#### 针对描述穆罕默德的抗议

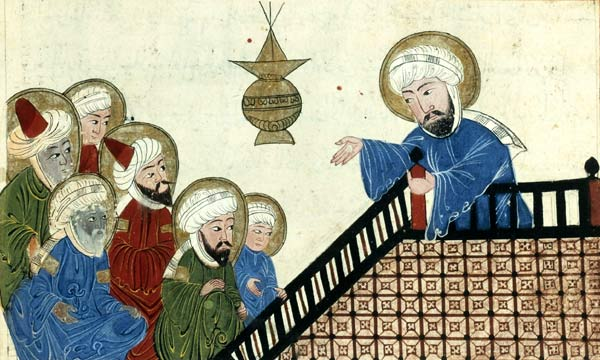
一幅被认为对穆罕默德描述不当的14世纪油画，图为17世纪的一个版本

1999年12月，德国《明镜》杂志将穆罕默德、耶稣、孔子、伊曼努尔·康德等“传道者”刊登于同一页内，几周后，该杂志被指对穆罕默德描述不当，引发多人抗议、请愿或向杂志出版方发出威胁。一名相关编辑的电话号码被土耳其电视台“Show TV”公开发布，导致其每天骚扰电话不断。此前该杂志在1998年也刊登过一幅穆罕默德的图画，当时并未激起类似抗议。
2008年，数名穆斯林针对英语维基百科对于穆罕默德的描述发起抗议，一份网上请愿书要求维基百科停止使用一幅伊兒汗國时期描绘穆罕默德反对Nasi'历法的图画。《美国穆斯林报》（英語：The American Muslim）记者杰里米·亨泽尔-托马斯认为这份请愿书属于一种“下意识反应”，是一份“送给那些寻找一些机会批评伊斯兰教的人的礼物”，其效果只会是加剧穆斯林与西方媒体之间的紧张关系。

#### 穆罕默德漫画争议
2005年9月，在荷兰电影导演特奧·梵高因批评伊斯兰教而遭到刺杀后， 丹麦媒体Ritzau发表一篇报道称作家哥勒·布律根在为其儿童读物《〈古兰经〉与先知穆罕默德的一生》寻找插图时遇到困难，指出已经有三名艺术家拒绝他的请求，可能是因为害怕报复而选择自我审查。该报导在丹麦掀起广泛讨论。学者彼得·海尔维克认为自我审查并非大问题，因为绝大多数漫画家对于这类请求要么是积极接受，要么是出于合同等原因拒绝。丹麦报纸《Politiken》表示，他们已经试图为布律根和拒绝他的艺术家建立联系，以证明那些艺术家是出于恐惧才不敢合作的说法，但遭到布律根拒绝，其还表示自己之前的类似说法并不成立。
为了测试艺术家感受到的威胁程度，《日德兰邮报》编辑弗莱明·罗斯邀请了数名职业插画师来描绘穆罕默德。该报还表示这次测试同时也是为了给当下的辩论提供意见。2005年9月30日，《日德兰邮报》发布了12份作品，大部分都是对穆罕默德的描绘。其中庫爾特·韋斯特加德的画作显示穆罕默德的头巾上绑着一个炸弹，引发广泛争议，多个穆斯林团体向丹麦发出谴责，利比亚、沙特阿拉伯、叙利亚等国纷纷召回驻丹麦大使，穆斯林国家民众则呼吁抵制丹麦产品。该事件还引发世界多地抗议，部分穆斯林国家出现多起暴力事件。《日德兰邮报》主编卡斯田·尤斯特回应称国际上对这些漫画的愤怒情绪变相宣告了对手的胜利，这些对手是指“中东的那些独裁者”。他后来在接受美联社采访时再次提出相似观点。美国学者约翰·伍兹在谈到这些漫画时表示担心像韦斯特加德这样的人可能会专门形成一个带有恐怖主义性质的组织，使得大部分穆斯林面临比现在严重得多的讽刺与冒犯。彼得·海尔维克亦表示日德兰邮报的目的就是为了冒犯丹麦穆斯林，而不是所谓的调查漫画界的自我审查。
有瑞典网友在网上创建了一个漫画竞赛网页以声援日德兰邮报，但随后便受到了来自该国外交部部长萊拉·弗賴瓦爾茲的压力，要求移除相关页面。弗賴瓦爾茲的做法于2006年被公之于众，其最终因此辞职

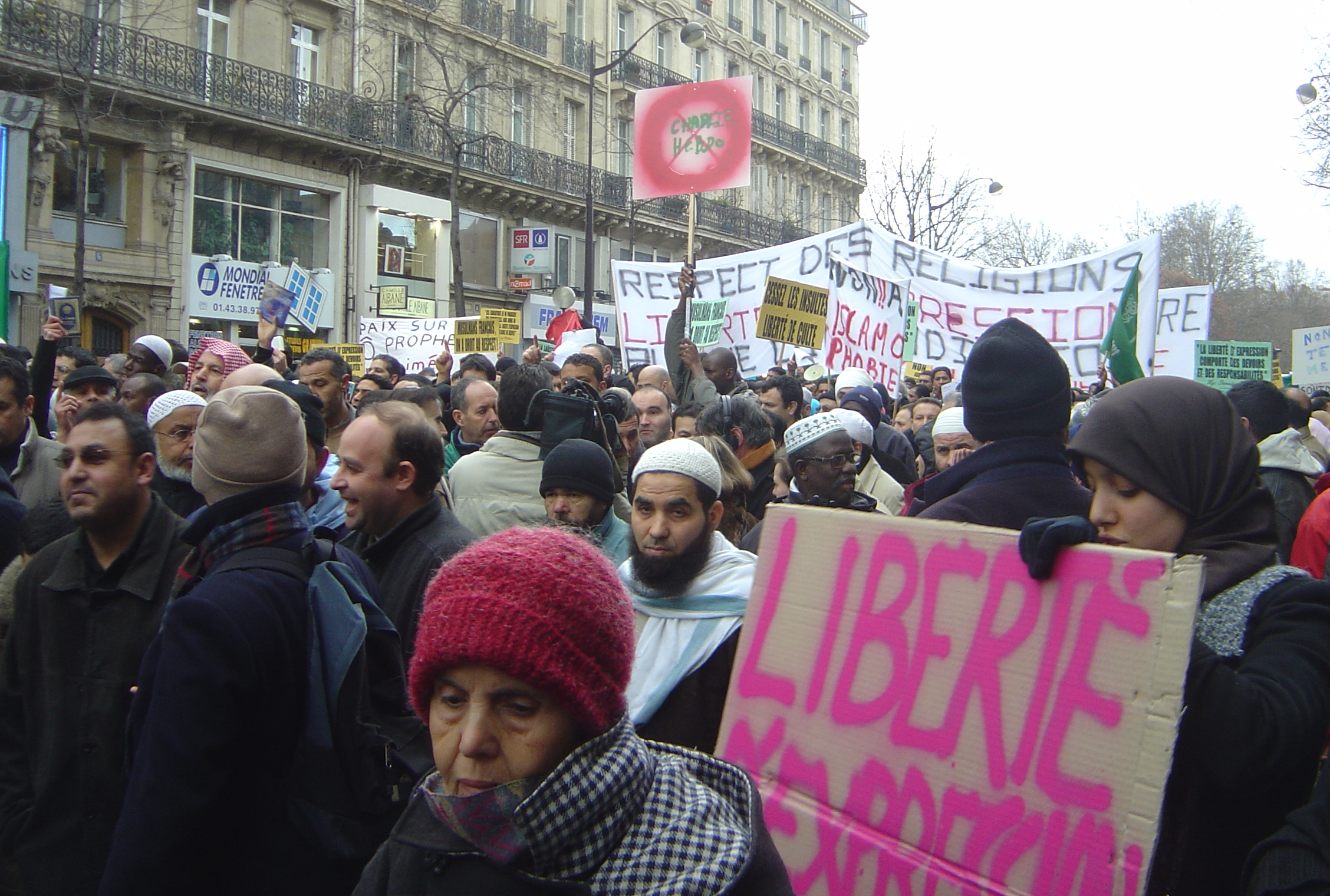
穆斯林在2006年2月11日于巴黎发起的游行，图片中上部标志牌上的文字为“查理周刊”

后来法国讽刺杂志《查理周刊》将《日德兰邮报》的漫画重新刊出，遭到伊斯兰组织根据仇恨言论法起诉，但最终法庭判决《查理周刊》罪名不成立。
2007年7月，瑞典艺术展览场所拒绝展出拉斯·维尔克斯的作品，原因是他曾在画作中将穆罕默德描绘成一只狗。维尔克斯的作品在发表后得到多家瑞典媒体的刊登，直到《尼瑞克日報》于8月18日在刊登的一同时表示“编辑有权取消宗教”后才开始受到国际关注。伊朗、巴基斯坦、阿富汗、埃及和约旦等国以及伊斯兰合作组织先后向瑞典提出官方谴责。

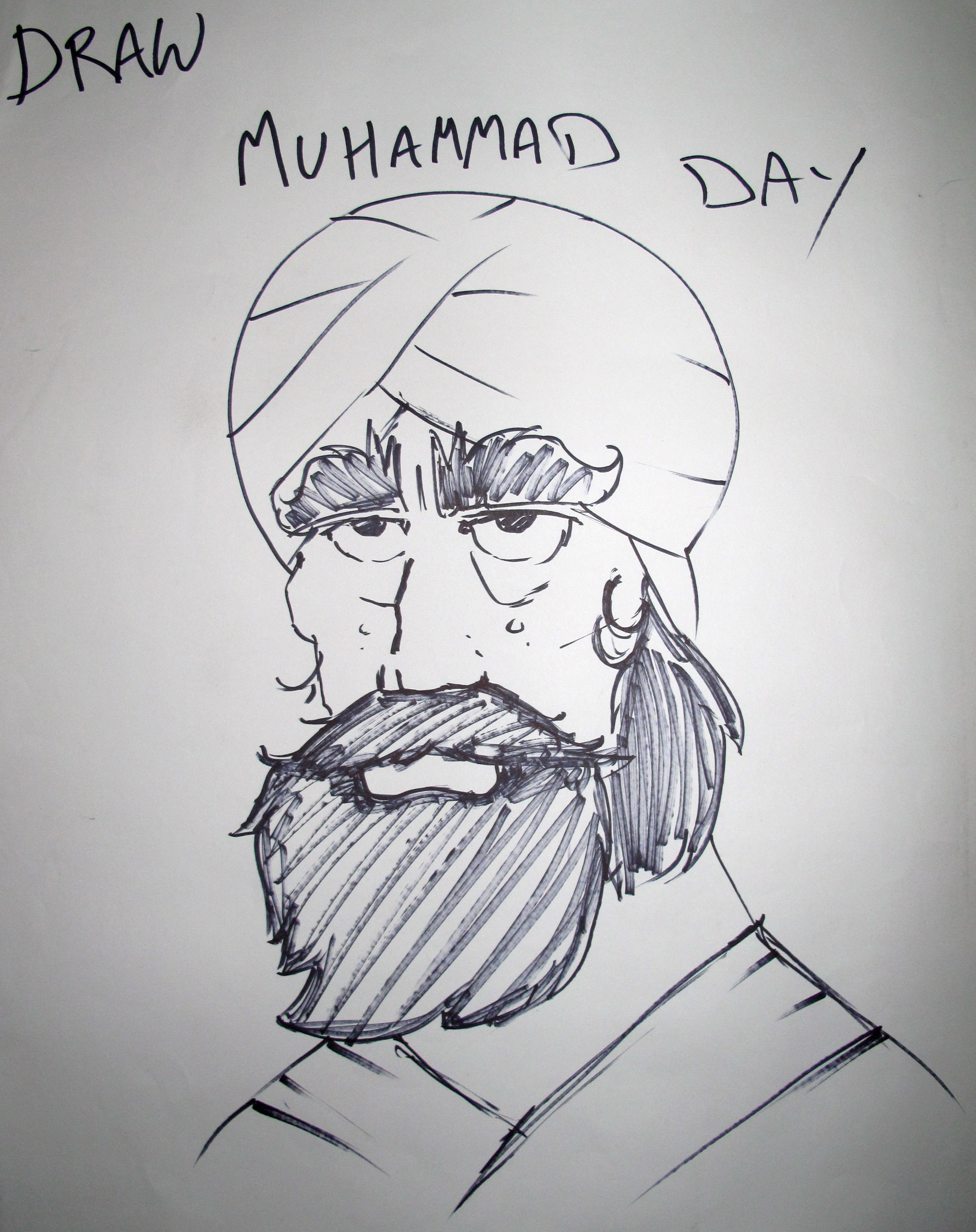
大家一起来画穆罕默德日上展出的一幅作品，该节日的设立目的为向受到来自伊斯兰教的暴力威胁的艺术家提供支持

2006年，美国喜剧节目《南方公園》计划推出一期讽刺日德兰邮报事件的节目（该节目先前曾将穆罕默德描述为“英雄”，以及在随后的多个节目中提及穆罕默德），具体方式是把穆罕默德描绘成一个戴着《蓋酷家庭》中彼得·格里芬所使用的鲑鱼头盔的形象。但该计划遭到喜劇中心拒绝，计划的提出者在后来的回应中批评喜剧中心在接受讽刺对象方面双标。
2010年4月，动画师马特·斯通和特雷·帕克计划制作几集讽刺性动画，讽刺对象包括喜剧中心拒绝《南方公园》穆罕默德桥一事。但在两人于网络上收到死亡威胁后，喜剧中心对与穆罕默德有关的片段作出了修改。为了对这一系列争议事件作出回应，漫画家莫莉·诺利斯特地设立了一个名为“大家一起来画穆罕默德日”的节日，并表示如果有很多人一起画穆罕默德，穆斯林就不可能向所有人都发出死亡威胁。
2011年11月2日，《查理周刊》一间办公室 遭到汽油弹袭击，此前该报社曾计划于3日推出一期讽刺性编辑活动，计划内容包括邀请“穆罕默德”担任客座编辑。袭击事件发生后，斯德凡·夏邦尼耶等三名编辑宣布进入特殊保护状态。2012年9月，《查理周刊》再次刊登了一系列关于默罕默德的讽刺漫画，其中包含穆罕默德的裸体形象。2013年1月，《查理周刊》宣布将制作一本关于穆罕默德生平的漫畫雜誌。
2013年3月，阿拉伯半島基地組織在其英文杂志《灵感》上公布了一份打击名单，名单成员包括库尔特·韦斯特加德、拉斯·维尔克斯、弗莱明·罗斯、斯德凡·夏邦尼耶、莫莉·诺利斯等人。2015年1月7日，两名蒙面枪手闯入《查理周刊》位于法蘭西島大區的办公室并向在场职员及警察开火，造成包括斯德凡·夏邦尼耶在内的12人死亡，11人受伤。在此次事件的影响下，《日德兰邮报》新任主编决定不再刊登《查理周刊》上的漫画'。

#### 卡姆莱什·蒂瓦里事件
2015年12月2日，印度社会党籍政治人物阿扎姆·汗将国民志愿服务团不结婚的传统归因于他们都是同性恋，此番言论于第二天受到卡姆莱什·蒂瓦里反击，蒂瓦里还表示穆罕默德才是同性恋第一人，这一说法引发数千名穆斯林抗议，抗议者要求处决蒂瓦里，部分人要求以侮辱穆罕默德的罪名将蒂瓦里斩首。2015年12月3日，蒂瓦里被警方根据社会党制定的国安法逮捕，其后遭到数月监禁，并面临多项刑事指控，包括试图挑起宗教矛盾、危害社会和谐、故意及恶意行为、试图通过侮辱宗教人群的信仰来挑起他们对所有人的仇恨等。
判决结果公布后，印度其他邦的穆斯林团体继续发起抗议，要求对蒂瓦里执行死刑。但与此同时，一些印度教民众也在各地发起反抗议活动。2016年，安拉阿巴德高级法院决定推翻北方邦的判决，并将蒂瓦里释放。
2019年10月18日，两名身着橘黄色无领衬衫的穆斯林进入蒂瓦里在勒克瑙的办公室中并递给他一个写有古吉拉特邦苏拉特市区一家商店地址的糖果盒，而盒子里藏着的其实是一把左轮手枪和一把匕首，随后其中一人将蒂瓦里的脖子掐住，另一人则开枪将他杀死。据报道，两名穆斯林在行凶前先将蒂瓦里的助手叫去拿香烟，并最终在助手返回前完成刺杀。蒂瓦里随后被送至当地一家医院的创伤中心，最后不治身亡。验尸报告显示蒂瓦里从喉部至胸部总共被刺15刀，其中肩颈点处伤口较深且有一处枪伤，推测是凶手试图割断喉咙所致。

#### 《穆斯林的无知》
《穆斯林的无知》是一部由納庫拉·巴斯利·納庫拉编剧及出品的反伊斯兰教短片，时长14分钟。2012年7月，YouTube上出现了该片的两个不同版本，标题分别为“穆罕默德的真实一生”（英語：The Real Life of Muhammad）及“穆罕默德电影预告”（英語：Muhammad Movie Trailer）。9月，两段影片的阿拉伯语配音版本也被上传，且在後期製作过程中另外加入了一些反伊斯兰教内容，惟演员事先对此并不知情。
《穆斯林的无知》迅速在各地引发了抗议活动，首次抗议于9月11日出现在埃及，随后蔓延至阿拉伯、其他穆斯林国家以及部分西方国家，累计造成数百人受伤及超过50人死亡。伊斯兰国家纷纷向影片相关人员下达追杀令，巴基斯坦政府部长巴希尔·艾哈迈德·比洛尔则悬赏杀死出品人納庫拉。此外，该影片还引发了网络上大量关于言论自由和网络审查的讨论。

## 亵渎行为的例子

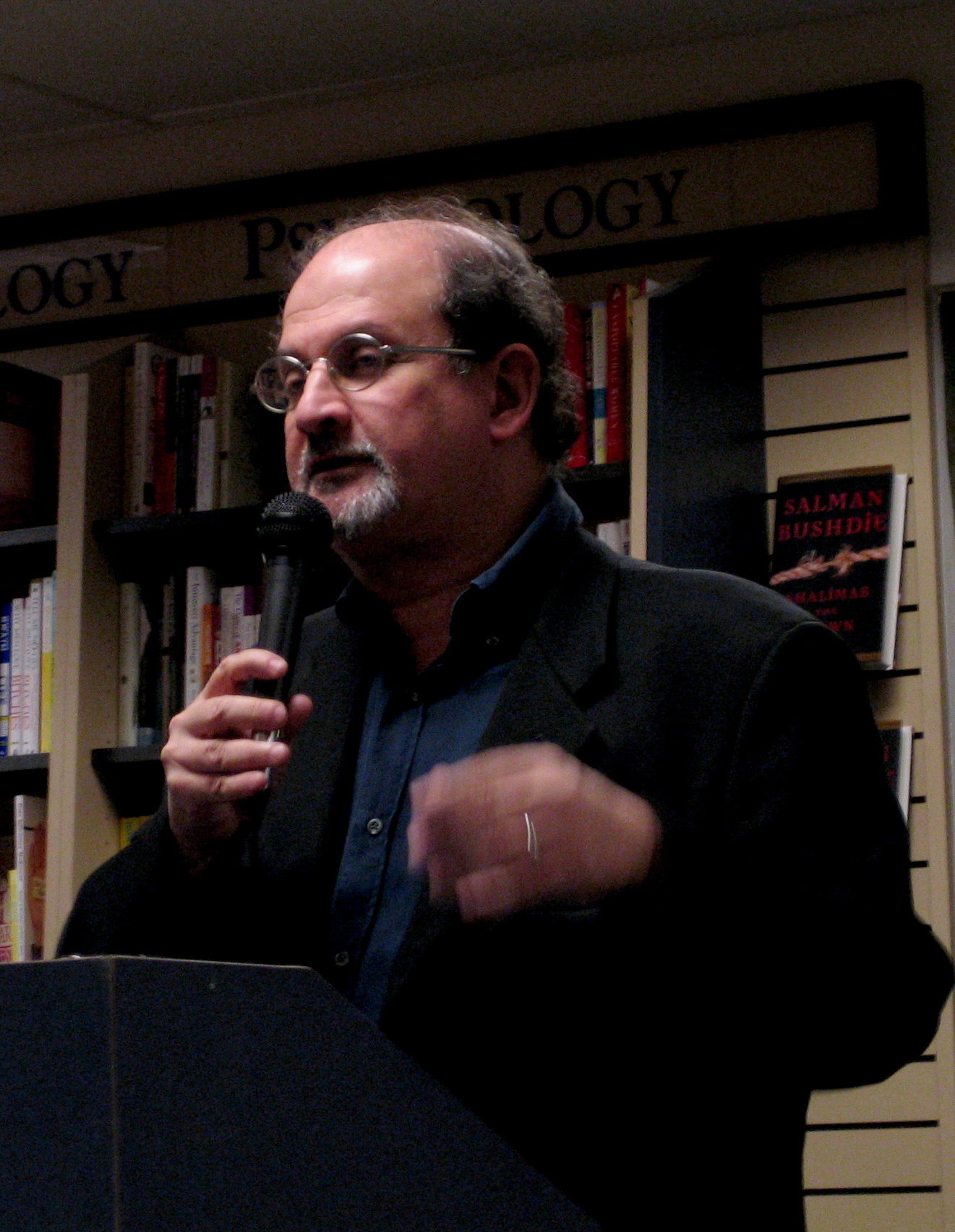
曾被伊朗最高领袖鲁霍拉·穆萨维·霍梅尼下达追杀令的薩爾曼·魯西迪

在伊斯兰教的观点中，许多行为或言论都可以归为亵渎，例如侮辱真主安拉或穆罕默德、嘲笑或不认同伊斯兰教的信仰或传统习俗、批评伊斯兰教的神圣人物等。放弃伊斯兰教、怀疑真主或古兰经、拒绝接受穆罕默德或他的教义以及转向无神论等则会被视为判教。质疑伊斯兰教的宗教观点也有可能会被视为亵渎。此外，不当着装、创作冒犯性艺术作品、撕毁或焚烧伊斯兰教经典文献等也属于亵渎行为。对于非穆斯林，一切对伊斯兰教的不信任行为都会被视为亵渎。

### 亵渎神圣人物的例子
- 对真主安拉作出负面评论[188]
- 试图寻找穆罕默德的错误[189][190][191][192][193]
- 蔑视古兰经提到的先知[194]或聖裔[195][196][197][198][199][200][201][202][203]
- 自称先知或信使[204][205]
- 对穆罕默德[191][206][207][208][209]或其他先知[210]作可视化描述，如电影（埃及）[211]
- 在厕所墙上书写穆罕默德的名字（巴基斯坦）[212]
- 将玩具命名为穆罕默德（苏丹）[213][214][215]
- 从事禁止行为时呼唤神明[43]

### 亵渎信仰或传统习俗的例子
- 试图寻找伊斯兰教的错误[216][217][218]
- 宣称伊斯兰教起源于阿拉伯、没有必要进行礼拜或古兰经充满谎言（印度尼西亚）[219]
- 相信存在灵魂轮回或轉世或不相信存在后世（印度尼西亚）[220]
- 发表或散布无神论或无宗教言论[221][198][222][223][224][225][63][198][226][227][228][229][230][231][232][233][234]
- 非穆斯林使用穆斯林词汇（马来西亚）[203][235]
- 祈祷穆斯林变为其他事物（印度尼西亚）[236]
- 在伊斯兰教习俗上开玩笑（孟加拉国）[237][238][239][240]
- 私自出版古兰经非官方翻译（阿富汗）[241]
- 练瑜伽（马来西亚）[242][243][244][245]
- 侮辱与伊斯兰教有关的学术研究[43]
- 穿着犹太人或祆教服装[43]
- 宣称某项禁止行为不应禁止[43]
- 参加其他宗教的节日[43]

## 延伸阅读
- (PDF) (报告). Human Rights First. October 2011  [2021-04-16]. （原始内容 (PDF)存档于2021-04-16） –联合国人权理事会.
- Abdullah Saeed; Hassan Saeed. . Burlington VT: Ashgate Publishing. 2004: 38–39. ISBN 978-0-7546-3083-8.